# ژان مولینه
ژان مولینه (به فرانسوی: Jean Molinet) شاعر، مقاله‌نویس و مورخ قرن پانزدهم میلادی اهل فرانسه است.